# Ajahn Chah
Phra Bodhinyana Thera (slovensko častiti Ajahn Chah), tajski budist, * 17. junij 1917, Bahn Gor, Tajska, † 16. januar 1992, Wat Pah Pong, Tajska.

## Življenje in delo
Rodil se je v vasi Bahn Gor v provinci Ubon Rachathani na severovzhodu Tajske. Po končani osnovni šoli je vstopil v samostan kot novinec v svoji domači vasi, kar je danes na tajskem v navadi še dandanes. Po nekaj letih bivanja v budistični Sanghi se je vrnil v laično življenje, da bi pomagal svojim staršem, vendar ga je še vedno vleklo k samostanskemu življenju. Tako je pri dvajsetih letih, na pobudo svojega očeta 16. aprila 1939 ponovno vstopil v samostan.
Prva leta svojega samostanskega življenja je študiral Tipitako (budistični kanon) in se učil jezika Pali. Nekaj časa je preživel tudi z Ajahnom Munom Buridattom, zelo spoštovanim asketskim meditacijskim mojstrom, ki je bil soustanovitelj gozdne tradicije na tajskem. To je bil zanj zelo prelomen čas. Poleg življenja z Ajahn Munom je veliko potoval po Tajski in v skladu z gozdno tradicijo meditiral po gozdovih in v jamah.
Leta 1954 so ga vaščani povabili v rodno vas. V bližini vasi, v gozdu Pah Pong, je ustanovil samostan gozdne tradicije. Ajahn Chah se je popolnoma predal meditacijski praksi ter prakticiranju Dhamme. Z njegovim enostavnim in neposrednim učenjem je privabil v samostan številne tuje menihe. Leta 1966 je tako prišel v samostan Wat Pah Pong prvi zahodnjak, Sumedho Bhikkhu. 
Leta 1977 so častiti Ajahn Chah, Ajahn Sumedho in Ajahn Khemadhammo obiskali Anglijo z namenom, da bi ustanovili prvo podružnico samostana Wat Pah Ponga izven Tajske. 
Leta 1979 se je ponovno vrnil v Anglijo. Takrat so se menihi preselili iz podružnice (ki je bila v Londonu) v novoustanovljeni samostan Chithurst v Sussexu. Ajahn Chah je obiskal tudi ZDA in Kanado.
Leta 1980 so se Ajahnu Chahu pojavili prvi simptomi vrtoglavice in izgubljanja spomina. To je vodilo k operaciji leta 1981 v Bangkoku, kar pa mu je še poslabšalo njegovo zdravstveno stanje. Ostal je paraliziran. Od takrat je bil privezan na posteljo in ni imel več veliko moči za poučevanje. Vendar to ni ustavilo številnih menihov in laikov, da bi prišli meditirat v ta samostan. 
Po desetih letih ležanja na postelji, oskrbljen s pomočjo svojih menihov in novincev, je Ajahn Chah umrl 16. januarja 1992 v starosti 74 let. Njegovo učenje je še vedno zelo cenjeno tako na Tajskem kot tudi drugod po svetu.